# Nathalie Schott
Nathalie Schott (* 1980 in Mainz) ist eine deutsch-französische Film- und Theaterschauspielerin.

## Leben und Werk
Nathalie Schott wuchs in Mainz am Rhein auf. Ihr Vater stammt aus Frankreich, ihre Mutter ist Deutsche.
Während der Schulzeit spielte sie bereits von 1996 bis 1999 am Hessischen Staatstheater Wiesbaden und am Staatstheater Mainz.
Nach dem Abitur studierte sie zunächst für ein Jahr Musical an der Bayerischen Theaterakademie August Everding in München, bevor sie dort von 2000 bis 2004 ein Schauspielstudium absolvierte.
Weitere Stationen führten sie ans Residenztheater München, Theater Aachen, Münchner Kammerspiele, Hamburger Kammerspiele, Metropoltheater, Altonaer Theater, Ruhrfestspiele und ans Stadttheater Ingolstadt. Die Premiere von Was ihr wollt, unter der Regie von Peter Zadek, kam aufgrund eines Krankheitsfalls bei den Wiener Festwochen nicht zur Aufführung. Sie verkörperte u. a. Evita von Andrew Lloyd Webber, Desdemona in Othello, Amalia in Die Räuber, Polly in der Dreigroschenoper, Edith in Herr Kolpert, Marquise de Merteuil in Gefährliche Liebschaften und die Beatrice in Diener zweier Herren.
Nathalie Schott wirkte in verschiedenen Film- und Fernsehproduktionen mit. Sie verkörperte von 2005 bis 2008 in der Fernsehserie Um Himmels Willen die Novizin Ingrid Knoop, trat u. a. im Tatort, in Mein Schwiegervater, der Stinkstiefel, Mein Blinddate mit dem Leben, Ein Sommer in Südfrankreich, Die Chefin, Der Alte, In aller Freundschaft, in Die Bergretter und Das Signal mit. Seit 2023 spielt sie die Rolle Julia Andermatt in Der Bergdoktor.
Nathalie Schott ist auch als Voiceover- und Synchronsprecherin tätig.
Sie lebt mit ihrem Mann Markus Brandl und ihren zwei Kindern in München.

## Filmografie (Auswahl)
- 1997: Natalie – Die Hölle nach dem Babystrich (Fernsehfilm)
- 2003: Katz und Hund (Fernsehfilm)
- 2004: Aus der Tiefe des Raumes
- 2005–2008: Um Himmels Willen (Fernsehserie) – als Ingrid Knoop
- 2006: SOKO 5113 (Fernsehserie) – Spurwechsel
- 2007: Alles außer Sex (Fernsehserie) – Vorspiel
- 2008: Hallo Robbie! (Fernsehserie) – Herzenswünsche
- 2009: Mein
- 2011: Tatort – Jagdzeit (Fernsehreihe)
- 2011: Tatort – Der Tote im Nachtzug (Fernsehreihe)
- 2012: Schlaflos in Schwabing (Fernsehfilm)
- 2013: Forsthaus Falkenau (Fernsehserie) – Wut im Bauch
- 2015: Mein Schwiegervater, der Stinkstiefel
- 2016: Ein Sommer in Südfrankreich
- 2016: Die Rosenheim-Cops – Vergeigtes Leben
- 2017: Mein Blind Date mit dem Leben
- 2017: Hubert und Staller (Fernsehserie) – Wenn’s läuft, dann läuft’s
- 2017: Die Bergretter – Die letzte Hoffnung
- 2018: Venus im vierten Haus
- 2019: Die Bergretter – Über den Wolken
- 2020: Zum Glück gibt’s Schreiner (Fernsehfilm)
- 2021: Mich hat keiner gefragt (Fernsehfilm)
- 2021: München Mord: Das Kamel und die Blume (Fernsehreihe)
- 2022: In aller Freundschaft – Erinnerungen
- seit 2022: Der Bergdoktor (Fernsehserie)
- 2023: In aller Freundschaft – Die jungen Ärzte – Scheidewege
- 2023: Der Alte
- 2024: Die Chefin
- 2024: Die Rosenheimcops
- 2024: Das Signal (Fernsehserie)